# Розовый соус
Pink Sauce (рус. розовый соус) - это розовый соус для запекания, созданный пользователем TikTok Вероникой Шоу, более известной под своим псевдонимом Chef Pii, летом 2022 года. Из-за проблем с безопасностью продуктов и маркировкой Управление по санитарному надзору за качеством пищевых продуктов и медикаментов остановило производство и онлайн-продажу «Розового соуса». Благодаря изменению рецептуры и сотрудничеству с компанией Dave's Gourmet в январе 2023 года соус появился на полках магазинов. Розовый соус пользовался успехом, и Вероника Шоу получила от Dave's Gourmet более 120 000 долларов, несмотря на то, что она утверждала обратное.

## История
Вероника Шоу показала «Розовый соус» в видеоролике TikTok 11 июня 2022 года, после чего начала выполнять заказы на соус. Соус стал вирусным на TikTok летом 2022 года, а хэштег #pinksauce набрал более 80 миллионов просмотров. Покупатели заметили несоответствия в списке ингредиентов, и многие выразили опасения, что соус может вызвать ботулизм. Пользователи TikTok также отметили, что соус не был одобрен Управлением по санитарному надзору за качеством пищевых продуктов и медикаментов
Продукт был пересмотрен в целях безопасности и вернулся в продажу 1 июля 2022 года. Он был распродан примерно 3 августа 2022 года. Вероника Шоу планировала начать массовое производство соуса осенью 2022 года.В состав соуса входят вода, масло семян подсолнечника, сырой мед, дистиллированный уксус, чеснок, драконий фрукт, розовая гималайская морская соль, сухие специи, лимонный сок, молоко и лимонная кислота.
11 января 2023 года, после изменения рецептуры и редизайна упаковки в соответствии с требованиями Управления по санитарному надзору за качеством пищевых продуктов и медикаментов, «Розовый соус» появился в продаже в 4000 магазинах Walmart по всей территории США.«Розовый соус» имел огромный успех, а Вероника Шоу получила от Dave's Gourmet более 120 000 долларов, несмотря на заявления о том, что ей мало платили.

## Противоречия
Соус вызвал споры из-за проблем с безопасностью продуктов и маркировкой. Покупатели замечали, что цвет соуса в разных партиях отличался, товар был плохо упакован, и что в состав соуса входило молоко, которое, будучи упакованным в пакет, могло быть заражено ботулизмом. Также были обнаружены несоответствия между количеством соуса в бутылке и количеством, указанным на этикетке, и утверждения о том, что соус содержал ингредиенты, которые не были указаны на этикетке (например, майонез).
Некоторые покупатели получили пищевое отравление и были госпитализированы. Другие сообщали, что продукт плохо пахнет и кажется просроченым. Один из пользователей TikTok инсценировал свою смерть после употребления розового соуса в качестве «социального эксперимента, чтобы посмотреть, как быстро другие люди смогут распространить дезинформацию»..
21 августа 2022 года ютубер MatPat снял видео о розовом соусе на YouTube-канале «Food Theorists», заявив, что список ингредиентов нереален, а порции, указанные на этикетке, неточны. Он рекомендовал зрителям не употреблять соус из-за потенциального риска для здоровья, а вместо этого приготовить свой собственный.

### Ответ от Шеф-Пи
Шеф-Пи утверждала, что никогда не взвешивала продукт, поэтому расхождение между количеством соуса, указанным на этикетке, и количеством в бутылке было вызвано догадками. Когда ее спросили, одобрен ли ее продукт Управлением по санитарному надзору за качеством пищевых продуктов и медикаментов, она заявила, что ее продукт не является лекарством, что вызвало дополнительную реакцию комментаторов, отметивших, что Управление по санитарному надзору за качеством пищевых продуктов и медикаментов отвечает за регулирование продуктов питания.
В октябре 2022 года Шеф-Пи появилась на ток-шоу Карамо Брауна «Карамо», чтобы разобраться с противоречиями вокруг ее соуса. Она появилась вместе с пользователем TikTok Алле Бреан, критиком соуса, который отправил образец в лабораторию для тестирования. Хотя ошибка в маркировке была признана, Шеф-Пи не стала отвечать на вопросы о поставке скоропортящихся ингредиентов.Шеф-Пи раскритиковала Бреан за ее комментарий о соусе и обвинила Бреан в том, что она «фабрикует» заявления о своем продукте, чтобы «разрушить бизнес и средства к существованию Шеф-Пи».[нужен лучший источник] результаты лабораторного теста так и не были представлены в ходе сегмента. Ответ Шеф-Пи на шоу вызвал негативную реакцию, и эпизод был удален.[нужен лучший источник] Позже Шеф-Пи извинилась перед Бреаном через личное сообщение в TikTok.

### Одобрение FDA
"The F, f'ing, DA, federal, came to my business yesterday. I am 100% compliant, I'm abiding with the FDA...I'm not in trouble. I'm not going to jail. Nobody can accuse the Pink Sauce of anything going forward."
2 августа 2022 года Управление по санитарному надзору за качеством пищевых продуктов и медикаментов начало расследование в отношении «Розового соуса». Шеф-Пи попросила и получила помощь от компании Dave's Gourmet, чтобы внести соответствующие изменения в рецепт, производство и упаковку, чтобы соответствовать федеральным стандартам безопасности пищевых продуктов. Измененный продукт получил одобрение Управления по санитарному надзору за качеством пищевых продуктов и медикаментов и поступил в продажу в магазины Walmart в январе 2023 года.

### Страница GoFundMe
16 августа 2023 года шеф-повар Пии создала страницу GoFundMe, утверждая, что Dave's Gourmet не выплатил ей авторские отчисления за «Розовый соус» и что она испытывает финансовые трудности, живет на двадцать долларов в день и ей грозит выселение. На этой странице она запросила 100 000 долларов. Компания Dave's Gourmet утверждала, что выплачивала ей оговоренную в контракте сумму, которая на август 2023 года составляла 120 000 долларов. В октябре 2023 года компания Dave's Gourmet заявила, что произвела дополнительные выплаты Пии и что она рассматривает возможность подачи иска о клевете. По состоянию на декабрь 2023 года иск так и не был подан, а на GoFundMe Веронике Шоу удалось собрать 25 459 долларов из запрошенных 100 000 долларов.